# Aloe nuttii
Aloe nuttii ist eine Pflanzenart der Gattung der Aloen in der Unterfamilie der Affodillgewächse (Asphodeloideae). Das Artepitheton nuttii ehrt den in Sambia tätigen Missionar W. Harwood Nutt.

## Beschreibung

### Vegetative Merkmale
Aloe nubigena wächst stammbildend, ist einfach oder sprosst und bildet dann Gruppen mit bis zu 20 Rosetten. Die Stämme erreichen eine Länge von bis zu 20 Zentimeter und sind 5 Zentimeter dick. Die linealisch-spitzen Laubblätter bilden eine Blattrosette. Die grüne, manchmal undeutlich linierte Blattspreite ist 40 bis 50 Zentimeter lang und 1,5 bis 2 Zentimeter breit. Auf ihr, vor allem auf der Blattunterseite, sind meist nahe der Basis wenige trüb hellgrünliche Flecken vorhanden. Der knorpelige, weiße Blattrand ist 0,5 bis 1 Millimeter breit. Die weichen, weißen Zähne am Blattrand sind etwa 1 Millimeter lang  und werden zu Blattspitze hin unbedeutend.

### Blütenstände und Blüten
Der einfache Blütenstand erreicht eine Länge von 60 bis 80 Zentimeter. Die ziemlich dichten, zylindrisch spitz zulaufenden  Trauben sind 15 bis 25 Zentimeter lang und 8 bis 9 Zentimeter breit. Die eiförmig-spitzen Brakteen weisen eine Länge von 15 bis 20 Millimeter auf und sind 8 bis 9 Millimeter breit. Im Knospenstadium sind sie ziegelförmig angeordnet. Die pfirsichroten, erdbeerroten oder lachsrosafarbenen Blüten stehen an 30 bis 35 Millimeter langen Blütenstielen. Sie sind 38 bis 42 Millimeter lang und an ihrer Basis kurz verschmälert. Auf Höhe des Fruchtknotens weisen die Blüten einen Durchmesser von 9 Millimeter auf. Darüber sind sie nicht verengt. Ihre äußeren Perigonblätter sind fast nicht miteinander verwachsen. Die Staubblätter und der Griffel ragen kaum aus der Blüte heraus.

## Systematik und Verbreitung
Aloe nuttii ist in Angola, Tansania, Zaire, Sambia und Malawi auf Grasland, häufig an felsigen Hängen in Höhen von 1450 bis 2650 Metern verbreitet.
Die Erstbeschreibung durch John Gilbert Baker wurde 1897 veröffentlicht.
Synonyme sind Aloe brunneo-punctata Engl. & Gilg (1903), Aloe corbisieri De Wild. (1921) und Aloe mketiensis Christian (1940).

## Nachweise